# 傑黑米·何內
傑黑米·何內（法語：Jérémie Renier，法語：[ʁenje]，1981年1月6日—）是一位比利時男演員。他住在法國巴黎。他的電影處女作是《一诺千金》（1996年），曾獲馬格利特獎最佳男演員獎。
他在2012年的電影《克罗克罗》中出演著名法国歌手克勞德·弗朗索瓦。